# 臺中市立中平國民中學
臺中市立中平國民中學（簡稱中平國中）是一所位於臺中市太平區南部的國民中學，成立於1981年。

## 校史
- 1981年4月，「臺中縣立中平國民中學」開始籌備，6月發包興建校舍。10月開學，第一屆僅有十班。
- 1982年，中平文藝創刊。
- 1983年，教學心得專刊創刊。
- 1984年2月，訂「誠樸精勤」為校訓，並完成校歌製作。5月，興建200公尺運動場。
- 1987年，興建太平鄉活動中心及體育館。
- 1988年，成立民族舞蹈隊。首年參賽就榮獲優等。
- 1989年，籌備太平鄉第四國中（今臺中市立長億高級中學）。
- 1993年，成立補校。
- 1999年，誠信樓因921地震震毀而拆除。
- 2004年，敏督利颱風造成校園嚴重損失。活動中心受九二一地震影響結構受損，結構鑑定後決定重建。
- 2007年，直笛團獲全國音樂比賽冠軍（第二度蟬連冠軍）。
- 2008年，成立特教啟智班。直笛團獲全國音樂比賽冠軍（第三度蟬連冠軍）。
- 2009年，活動中心完工。直笛團獲全國音樂比賽冠軍（第四度蟬連冠軍）。
- 2010年，12月25日，因臺中縣市合併升格為直轄市而改制為「臺中市立中平國民中學」。
- 2011年，辦理創校30周年校慶。
- 2012年，成立體育班；專長項目為田徑、跆拳、圍棋。直笛團再獲全國音樂比賽冠軍。
- 2013年，成立屯區唯一音樂班；組成為弦樂團、直笛團、國樂團。
- 2016年, 舊實踐樓拆除 因實踐樓受921地震影響而結構受損,斥資五千多萬重建。

## 歷任校長
1. 黃俊文：1981年8月1日－1990年8月31日
2. 陳堯堦：1990年9月1日－1998年8月24日
3. 黃運生：1998年8月25日－2002年1月31日
4. 王明宗：2002年2月1日－2008年1月31日
5. 陳青勇：2008年2月1日－2010年9月30日
6. 林妙青：2010年10月1日－2011年7月31日（代理）
7. 林明裕：2011年8月1日－2014年12月31日
8. 謝勝南：2015年1月1日－2015年7月31日（代理）
9. 夏梅娟：2015年8月1日－2022年7月31日
10. 吳政鴻：2022年8月1日－現任

## 學區
- 全部
- 成功：9～15鄰（原東平里21～22鄰）
- 永平：6～11、13、6～20鄰（原東平里17～20鄰）
- 永平：3～5、12、14、15鄰（原中興里）

## 傑出校友
- 白雲：台灣知名藝人

## 外部連結
- 臺中市立中平國民中學 （页面存档备份，存于）